# NK Kvaternik Šid
NK Kvaternik bio je nogometni klub iz grada Šida.

## Povijest
Zna se da je djelovao tijekom Drugoga svjetskog rata na području pod nadzorom osovinske Hrvatske. 10. svibnja 1942. odigrao je prijateljsku utakmicu s vinkovačkim takmacem Cibalijom.